# Charlie Sheen
Carlos Irwin Estévez (New York, 3. rujna 1965.), poznatiji pod pseudonimom Charlie Sheen, američki je filmski i televizijski glumac. Pojavljuje se u mnogim filmovima kao što su Vod smrti (1986.), The Wraith (1986.), Wall Street (1987.), Major League (1989.), Kakvi frajeri! (1991.), Kakvi frajeri! Drugi dio (1993.), Mrak Film 3 (2003), Mrak Film 4 (2006). Na televiziji, Sheen je poznat po svojim ulogama u Spin City, Dva i pol muškarca i Anger Management. Godine 2010., Sheen je bio najplaćeniji televizijski glumac, te zarađivao je 1.8 milijuna dolara po epizodi u Dva i pol muškarca.

## Životopis
Sheen se rodio kao Carlos Irwin Estévez u New York-u, kao najmlađi sin od četvero djece glumca Martina Sheena i umjetnice Janet Sheen r. Templeton. Njegovi preci su imigranti iz Galicije (Španjolska) i Irske. Sheen ima dva starija brata, Emilia Esteveza i Romana Esteveza, i mlađu sestru, Renée Estevez, svi su glumci. Njegovi roditelji su se preselili u Malibu, Kalifornija, nakon Martinove uloge u The Subjest Was Roses. Sheenovo prvo pojavljivanje u filmu bilo je kad je imao 9 godina, 1974., u očevom filmu The Execution of Private Slovik. Sheen je išao u Santa Monica High School, Kalifornija, gdje je bio uspješan u baseball timu.
U Santa Monica High School, pokazao je rani interes za glumu, napravivši amaterski film s bratom Emiliom i prijateljima Rob Lowom i Sean Pennom. Tjedan prije diplomiranja, Sheen je izbačen iz škole zbog niskih ocjena i markiranja. Odlučivši da će postati glumac, uzeo je umjetničko ime Charlie Sheen.
Prvi filmovi su mu Vod smrti, Wall Street, Slobodni dan Ferrisa Buellera i Početnik. Kada je redatelj Oliver Stone njegovu ulogu u filmu "Rođen 4. srpnja" dao Tomu Cruiseu, zakleo se da nikad više neće raditi s njim. Vijest da je izgubio ulogu prenio mu je brat Emilio.
Tijekom karijere, partneri su mu bili velikani svjetske glume: otac Martin Sheen, Clint Eastwood, Michael Madsen, Michael Douglas, Matthew Broderick i drugi.
Do sada je ostvario oko 75 uloga. Od televizijskih nastupa valja izdvojiti Prijatelje, Ally McBeal, Dva i pol muškarca, Anger Management, te Svi gradonačelnikovi ljudi.
2011. godine otpušten je iz serije Dva i pol muškarca, te je 2012. godine pokrenuo novu seriju Anger Management na FX Networksu. Serija je imala najbolju premijeru u povijesti kabelske televizije s 5,47 milijuna gledatelja.

## Privatni život
Ženio se tri puta i ima petero djece. Najpoznatija supruga bila mu je glumica Denise Richards s kojom se rastao 2006. godine. Bio je na odvikavanju od seksa i droga, a ima problema i s pićem.
Što se tiče njegovog javnog djelovanja, davao je i skupljao novce za lijek protiv raka dojke. Također, javno je preispitivao službenu verziju događaja od 11. rujna. Erica Jong nazvala ga je hrabrim čovjekom.
Godine 2015. javno je priznao da je zaražen virusom HIV-a te da je na zataškavanje dijagnoze unazad nekoliko godina potrošio milijune dolara.

## Filmografija

### Filmovi
| Godina | Film                                          | Uloga                                          | Bilješke                               |
| ------ | --------------------------------------------- | ---------------------------------------------- | -------------------------------------- |
| 1984.  | Red Dawn                                      | Matt Eckert                                    |                                        |
| 1984.  | Silence of the Heart                          | Ken Cruze                                      | CBS televizijski film                  |
| 1985.  | The Fourth Wise Man                           | zapovjednik Herodovih vojnika                  | TV film                                |
| 1985.  | Out of the Darkness                           | Man Shaving                                    | CBS TV film                            |
| 1985.  | The Boys Next Door                            | Bo Richards                                    |                                        |
| 1986.  | Lucas                                         | Cappie                                         |                                        |
| 1986.  | Ferris Bueller's Day Off                      | Garth Volbeckov čovjek u policijskoj stanici   | cameo                                  |
| 1986.  | Vod smrti                                     | vojnik Chris Taylor                            |                                        |
| 1986.  | The Wraith                                    | Jake Kesey                                     |                                        |
| 1986.  | Wisdom                                        | poslovođa u fast foodu                         | cameo                                  |
| 1987.  | Wall Street                                   | Bud Fox                                        |                                        |
| 1987.  | No Man's Land                                 | Ted Varrick                                    |                                        |
| 1987.  | Three for the Road                            | Paul                                           |                                        |
| 1987.  | Grizzly II: The Predator Concert              | Ron                                            | Unreleased filmed in 1983.             |
| 1988.  | Never on Tuesday                              | lopov                                          | cameo                                  |
| 1988.  | Eight Men Out                                 | Oscar 'Happy' Felsch                           |                                        |
| 1988.  | Mladi revolveraši                             | Richard "Dick" Brewer                          | Bronze Wrangler Award                  |
| 1989.  | Tale of Two Sisters                           | pripovjedač                                    | pisac pjesama                          |
| 1989.  | Major League                                  | Ricky 'Wild Thing' Vaughn                      |                                        |
| 1989.  | Catchfire                                     | Bob                                            | cameo                                  |
| 1990.  | Cadence                                       | Pfc. Franklin Fairchild Bean                   |                                        |
| 1990.  | Courage Mountain                              | Peter                                          |                                        |
| 1990.  | Men at Work                                   | Carl Taylor                                    |                                        |
| 1990.  | Navy SEALs                                    | poručnik Dale Hawkins                          |                                        |
| 1990.  | The Rookie                                    | David Ackerman                                 |                                        |
| 1991.  | Kakvi frajeri!                                | poručnik Sean Topper Harley                    |                                        |
| 1992.  | Beyond the Law                                | William Patrick Steaner/Daniel "Dan" Saxon/Sid |                                        |
| 1992.  | Oliver Stone: Inside Out                      | on sam                                         | dokumentarni film                      |
| 1993.  | National Lampoon's Loaded Weapon 1            | Gern, Parking Valet                            | cameo                                  |
| 1993.  | Deadfall                                      | Morgan "Fats" Gripp                            | cameo                                  |
| 1993.  | Kakvi frajeri! 2                              | poručnik Sean Topper Harley                    |                                        |
| 1993.  | The Three Musketeers                          | Aramis                                         |                                        |
| 1994.  | Charlie Sheen's Stunt Spectacular             | on sam                                         | TV film                                |
| 1994.  | Terminal Velocity                             | Richard 'Ditch' Brodie                         |                                        |
| 1994.  | The Chase                                     | Jackson Davis "Jack" Hammond                   | izvršni producent                      |
| 1994.  | Major League II                               | Ricky 'Wild Thing' Vaughn                      |                                        |
| 1996.  | Loose Women                                   | Barbie Loving Bartender                        | cameo                                  |
| 1996.  | Frame by Frame                                |                                                |                                        |
| 1996.  | All Dogs Go to Heaven 2                       | Charles B. "Charlie" Barkin                    | glas                                   |
| 1996.  | Dolazak                                       | Zane Zaminsky                                  |                                        |
| 1997.  | Money Talks                                   | James Russell                                  |                                        |
| 1997.  | Shadow Conspiracy                             | Bobby Bishop                                   |                                        |
| 1997.  | Bad Day on the Block                          | Lyle Wilder                                    | poznat i kao Under Pressure            |
| 1998.  | Postmortem                                    | James McGregor                                 |                                        |
| 1998.  | A Letter from Death Row                       | Policajac #1                                   | cameo                                  |
| 1998.  | No Code of Conduct                            | Jacob "Jake" Peterson                          | također, izvršni producent i scenarist |
| 1998.  | Free Money                                    | Bud Dyerson                                    |                                        |
| 1998.  | Junket Whore                                  | on sam                                         | dokumentarni film                      |
| 1999.  | Lisa Picard is Famous                         | on sam                                         |                                        |
| 1999.  | Five Aces                                     | Chris Martin                                   |                                        |
| 1999.  | Biti John Malkovich                           | on sam                                         | cameo                                  |
| 2000.  | Rated X                                       | Artie Jay "Art" Mitchell                       | TV film                                |
| 2001.  | Good Advice                                   | Ryan Edward Turner                             |                                        |
| 2001.  | Last Party 2000                               | on sam                                         | dokumentarni film                      |
| 2002.  | The Making of Bret Michaels                   | on sam                                         | dokumentarni film                      |
| 2002.  | Pauly Shore Is Dead                           | on sam                                         | cameo                                  |
| 2003.  | Mrak film 3                                   | Tom Logan                                      |                                        |
| 2004.  | The Big Bounce                                | Bob Rogers Jr.                                 |                                        |
| 2005.  | 3 & 3: The Guilty Hearts                      | Charlie Sheen                                  | dio "Spelling Bee"                     |
| 2006.  | Mrak film 4                                   | Tom Logan                                      | cameo                                  |
| 2010.  | Wall Street: Money Never Sleeps               | Bud Fox                                        | cameo                                  |
| 2010.  | Due Date                                      | on sam / Charlie Harper                        | Cameo                                  |
| 2010.  | I Am                                          | on sam                                         | arhivska snimka                        |
| 2011.  | 9/11 Truth: Hollywood Speaks Up               | on sam                                         | dokumentarac                           |
| 2012.  | Madea's Witness Protection                    | on sam                                         |                                        |
| 2012.  | A Glimpse Inside the Mind of Charles Swan III | Charles Swan III                               |                                        |
| 2012.  | She Wants Me                                  | on sam                                         |                                        |
| 2012.  | Foodfight!                                    | Dex Dogtective                                 |                                        |
| 2013.  | Machete Kills                                 | predsjednik SAD-a                              |                                        |
| 2013.  | Mrak film 5                                   | on sam                                         | cameo                                  |